# تنخواه گردان
تنخواه گردان مبلغی پول (معمولاً پول نقد) است که برای رفع نیازهای مالی کوچک و جاری شرکت‌ها و موسسات در اختیار کارمندانی قرار می‌گیرد. هدف از این کار پرداخت سریع بهای خدمات و کالاهایی است که به‌ طور روزمره در جریان فعالیت شرکت خریده می‌شود. تنخواه گردان روند پرداخت را بدون نیاز به صدور چک یا دیگر اوراق بهادار تسریع می‌کند. هر مؤسسه مبلغ معینی را در بودجه سالانه خود به عنوان تنخواه گردان تعیین می‌کند و آن را در مقابل رسید به یک یا چند کارمند می‌سپارد تا بسته به نیاز خرج کنند. در پایان سال مالی یا در دوره‌های کوتاه‌تر به حساب تنخواه گردان و صورت خرج‌ها رسیدگی می‌شود و اگر مبلغی از آن باقی‌مانده باشد به صندوق شرکت بازگردانده می‌شود.

## کارت تنخواه گردان
کارتی است که دارای سقف محدودی برای شارژ نقدینگی می‌باشد. می‌تواند رمزدار یا بدون رمز باشد. البته به دلیل اینکه این کارت ماهیت وجه نقد را دارد بیشتر به صورت بدون رمز استفاده می‌شود. این کارتها می‌توانند از نوع کارت مغناطیسی یا کارت هوشمند یا سامانه بازشناسی با امواج رادیویی باشند. از این کارت برای خریدهای جزئی، استفاده از وسایل حمل و نقل عمومی، پارکینگ و مسائلی از این دست استفاده کرد.
ماهیت این کارتها می‌تواند از گروه کارت پیش پرداخت یا کارت اعتباری باشد. برخی از کارتهای تنخواه گردان ترکیبی هستند. به این معنی که ترکیبی از دو یا سه نوع کارت مغناطیسی، کارت هوشمند و سامانه بازشناسی با امواج رادیویی می‌باشند. به‌طور مثال یک کارت اعتباری از نوع مغناطیسی می‌تواند با کارت تنخواه گردانی از نوع سامانه بازشناسی با امواج رادیویی ترکیب شود.

## نرم‌افزار تنخواه‌گردان
نرم‌افزار تنخواه‌گردان یک ابزار ابری است که به منظور مدیریت و پیگیری دقیق فرآیندهای مالی مربوط به تنخواه‌داری در سازمان‌ها طراحی شده است. این نرم‌افزار به کاربران این امکان را می‌دهد که دریافت‌ها، پرداخت‌ها، و هزینه‌های خود را به صورت لحظه‌ای ثبت و دسته‌بندی کنند. همچنین، از طریق داشبورد مدیریتی، می‌توان کنترل دقیقی بر روی مانده موجودی و تراکنش‌ها داشت. 
ویژگی‌ها و قابلیت‌ها:
- ثبت و طبقه‌بندی دریافت‌ها و پرداخت‌ها به صورت لحظه‌ای
- امکان ثبت تراکنش‌ها از طریق خوانش پیامک‌های بانکی
- قابلیت ثبت اطلاعات آفلاین در محیط‌های بدون دسترسی به اینترنت
- پیوست تصاویر صورتحساب‌ها و مدارک به تراکنش‌ها
- ایجاد و ارسال گزارشات مالی به صورت خودکار
- مدیریت هم‌زمان چندین تیم، پروژه یا شرکت
- پشتیبانی از دسترسی‌های مختلف برای کاربران
- ارسال گزارش‌ها به فرمت‌های PDF و Excel
- امکان پیگیری و بررسی گزارش‌ها و تراکنش‌های انجام شده

نرم‌افزار تنخواه‌گردان به طور ویژه برای استفاده در سازمان‌ها و کسب‌وکارهایی طراحی شده که نیاز به کنترل دقیق بر روی هزینه‌ها و بودجه‌های مختلف دارند. این سیستم همچنین امکانات پیشرفته‌ای مانند تعریف بودجه ماهانه، مدیریت فعالیت‌های روزانه، و تنظیم یادآور برای اعضای تیم فراهم می‌آورد.

این نرم‌افزار در نسخه‌های موبایل برای سیستم‌عامل‌های iOS و Android و به صورت وب در دسترس است و به کاربران این امکان را می‌دهد که در هر زمان و از هر مکانی به داده‌های مالی خود دسترسی داشته باشند. 